# Schizomyia macrocapillata
Schizomyia macrocapillata är en tvåvingeart som beskrevs av Maia 2005. Schizomyia macrocapillata ingår i släktet Schizomyia och familjen gallmyggor. Inga underarter finns listade i Catalogue of Life.